# 25152 Toplis
25152 Toplis este un asteroid din centura principală de asteroizi.

## Descriere
25152 Toplis este un asteroid din centura principală de asteroizi. A fost descoperit pe 16 septembrie 1998 la Stația Anderson Mesa în cadrul programului LONEOS. Asteroidul prezintă o orbită caracterizată de o semiaxă mare de 2,76 ua, o excentricitate de 0,09 și o înclinație de 8,8° în raport cu ecliptica.